# Hans Hillen
Johannes « Hans » Stefanus Joseph Hillen, né le 17 juin 1947 à La Haye, est un homme politique néerlandais membre de l'Appel démocrate-chrétien (CDA), ancien ministre de la Défense des Pays-Bas.

## Biographie

### Formation et carrière
Il étudie le journalisme de 1966 à 1967, puis la sociologie à l'université royale d'Utrecht jusqu'en 1974. En 1969, il commence à travailler comme journaliste pour la Nederlandse Omroep Stichting (NOS), qu'il quittera en 1983 pour devenir directeur de l'Information du ministère des Finances jusqu'en 1990. En outre, il a enseigné la sociologie dans le secondaire entre 1973 et 1977.

### Vie politique
Il est élu député à la Tweede Kamer des Pays-Bas en 1990, démissionnant douze ans plus tard pour prendre la présidence du collège de l'assurance santé, une autorité administrative indépendante. Élu sénateur à la Eerste Kamer en 2007, Hillen démissionne le 14 octobre 2010, à la suite de sa nomination comme ministre de la Défense dans le gouvernement minoritaire de Mark Rutte.
Le 5 novembre 2012, la libérale Jeanine Hennis-Plasschaert lui succède.

### Famille
Il est marié, père de trois enfants et vit à Hilversum.